# Pierre de Martialis
La « pierre de Martialis » est le nom communément donné à une stèle inscrite en langue gauloise découverte par l'archéologue Charles Hippolyte Maillard de Chambure en 1839 au cours d'une exploration des vestiges gallo-romains du site d'Alésia à Alise-Sainte-Reine (Côte d'Or). Elle commémore le financement et la construction à Alésia d'un édifice à une divinité gauloise — Ucuétis — par un certain Martialis, d'où elle tire son nom. D'abord conservée au musée archéologique de Dijon, la stèle est par la suite déposée au musée archéologique d'Alise-Sainte-Reine où elle se trouve toujours. De nombreux moulages en ont été réalisés, certains aujourd'hui exposés au musée d'Archéologie nationale de Saint-Germain-en-Laye ou au MuséoParc Alésia.

## Découverte
La stèle de Martialis est découverte en 1839 au cours de travaux archéologiques effectués sur le mont Auxois. Ces fouilles sont dirigées par Charles Hippolyte Maillard de Chambure, alors conservateur des Archives de Bourgogne. Les fouilles ont lieu en mai et donnent lieu à un rapport rendu public en août 1839. La stèle est alors reproduite et le lieu de découverte est indiqué : à 75m au sud de l'édifice découvert par la suite, en 1908, et désigné par la suite comme le monument d'Ucuétis par la littérature archéologique, du fait de la découverte d'autres inscriptions mentionnant cette divinité dans le bâtiment. L'édifice est probablement un lieu de métier, siège d'une corporation de forgerons et de métallurgistes qui y honorent la divinité des métaux et du feu, Ucuétis, et sa parèdre Bergusia. Il se compose notamment d'une cour portiquée à deux niveaux et de plusieurs salles périphériques, au bord du quartier monumental comprenant en outre un théâtre, une basilique et une place de type forum.

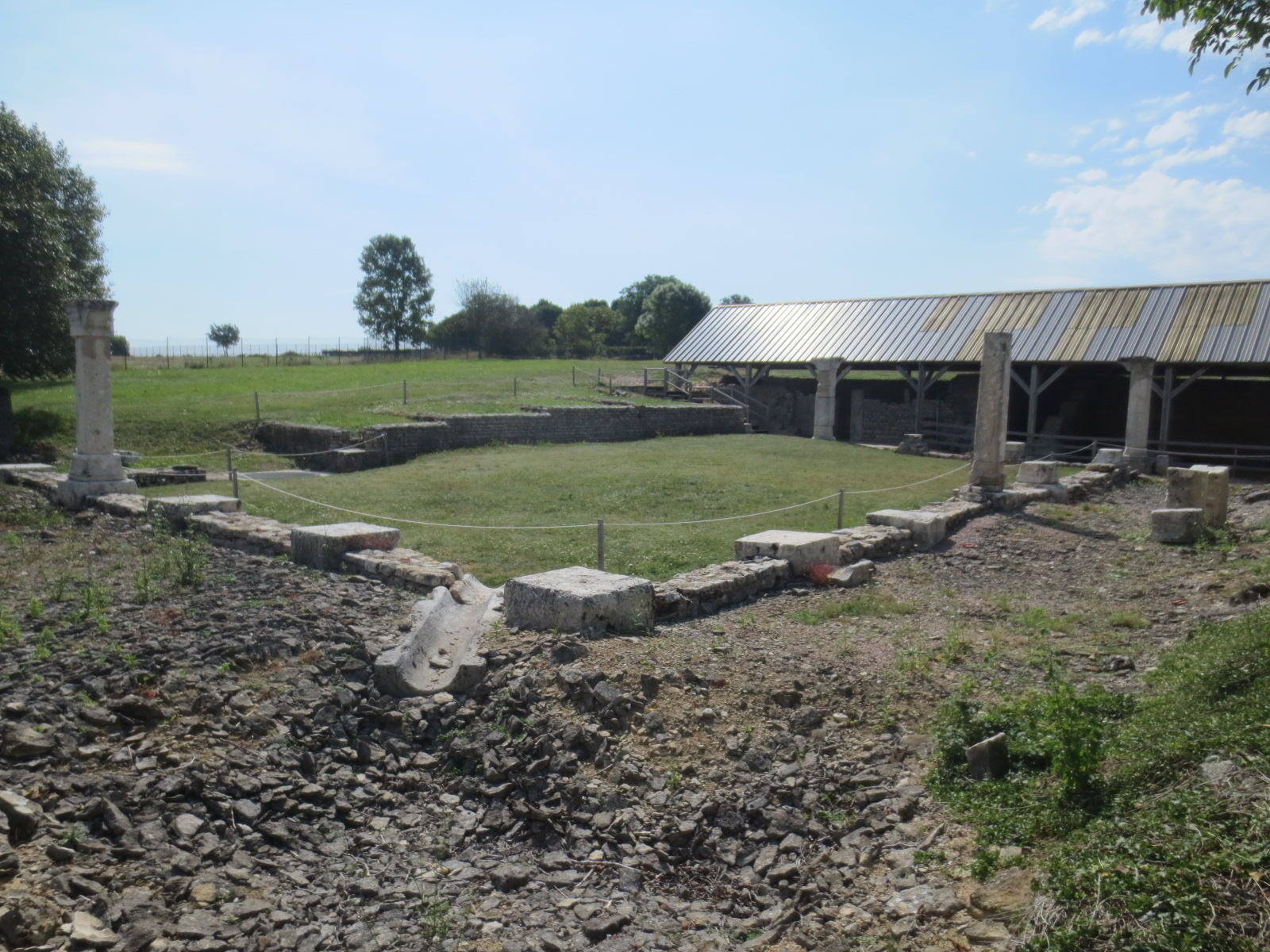
Le monument d'Ucuétis à Alésia
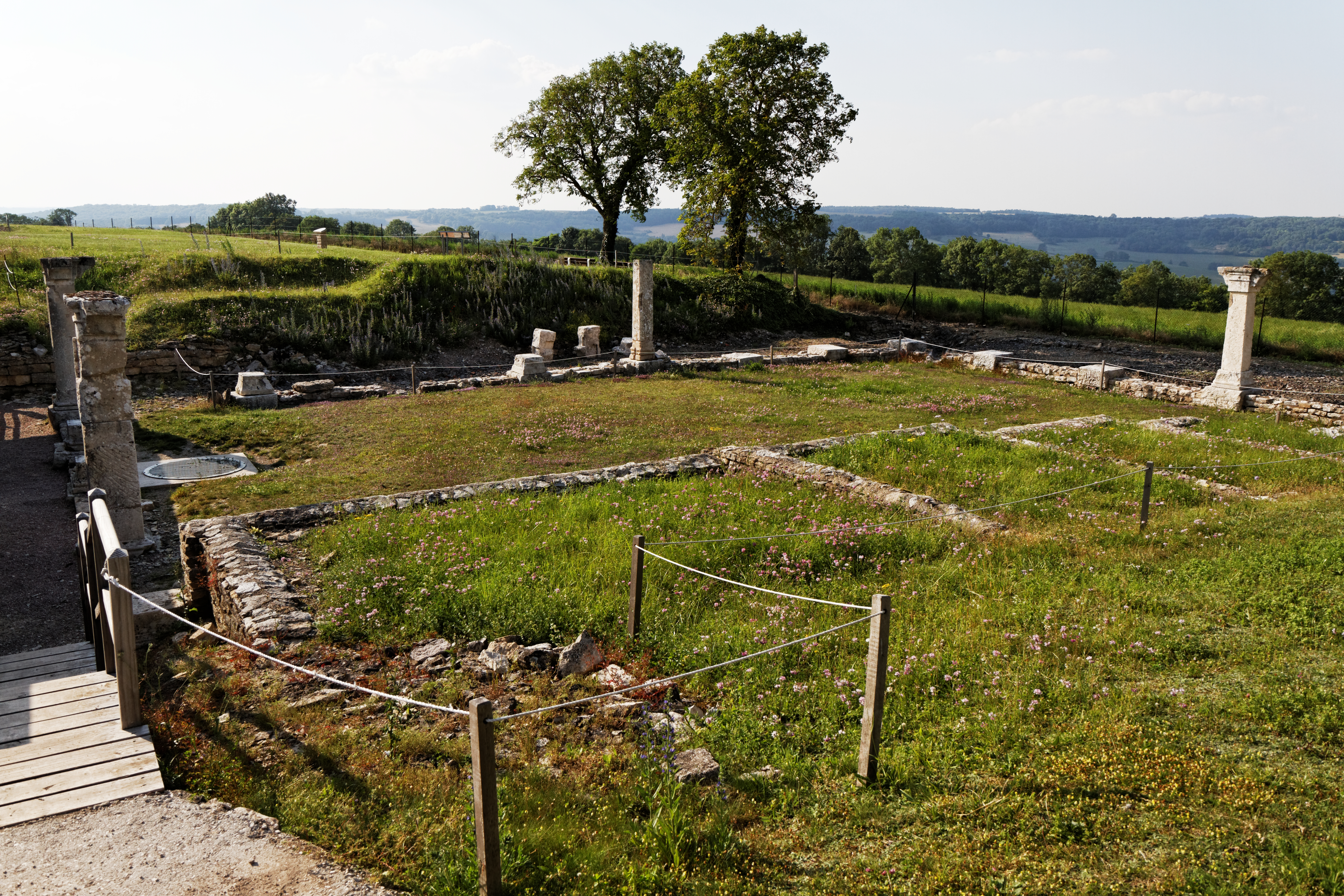
Le monument d'Ucuétis à Alésia
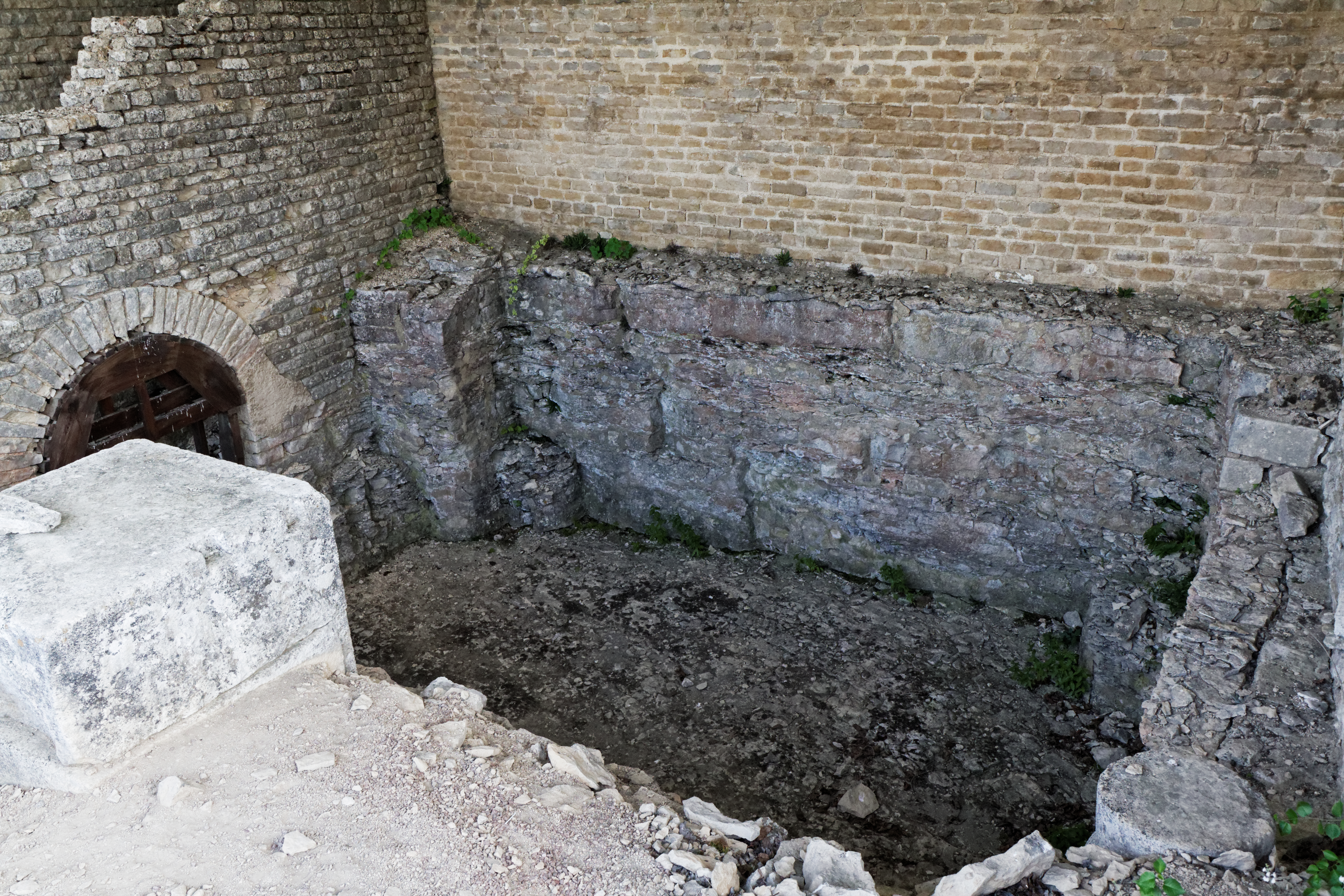
Le monument d'Ucuétis à Alésia - salle souterraine dans laquelle furent retrouvées les centaines d'offrandes métalliques
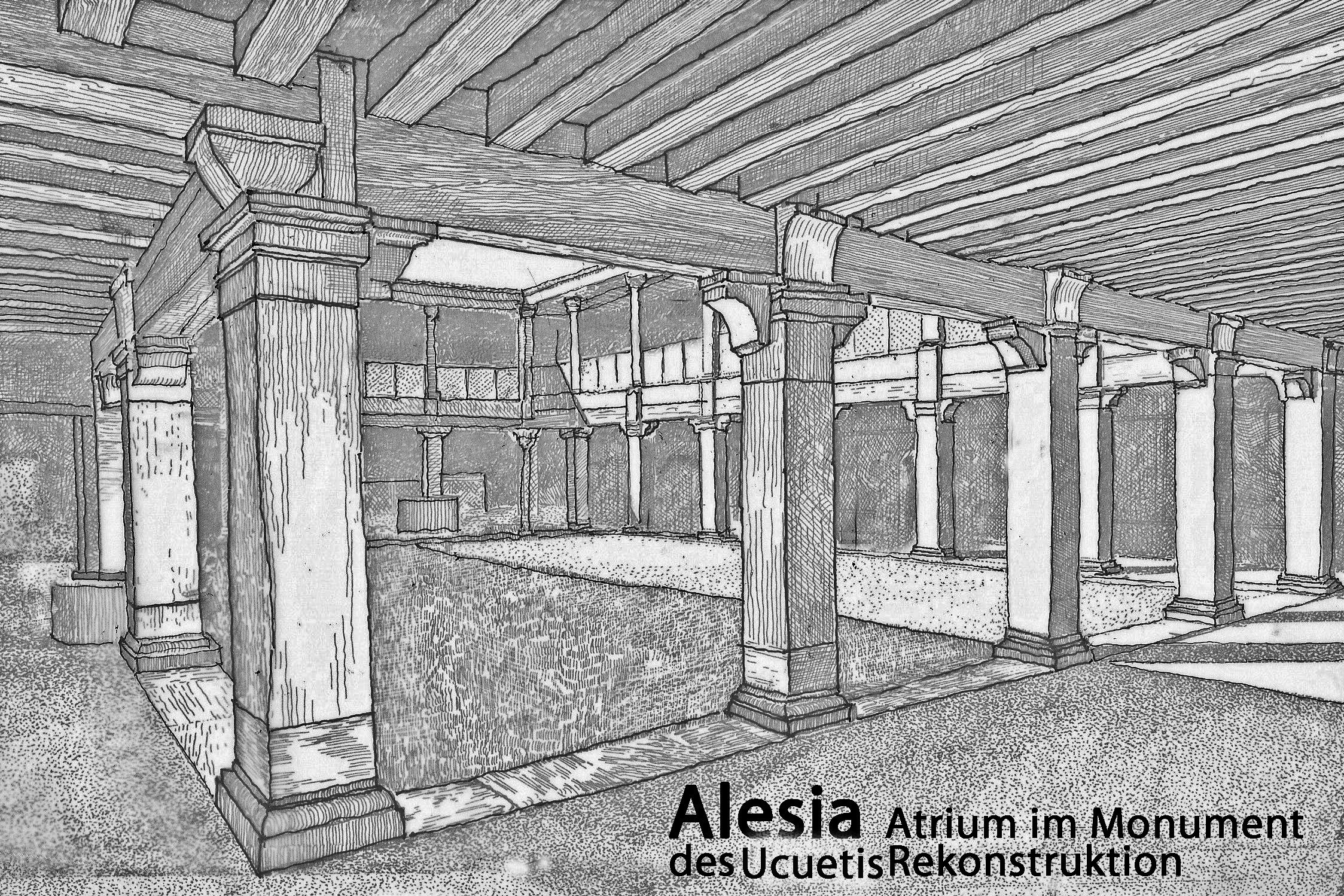
Reconstitution de l'élévation du portique du monument d'Ucuétis à Alésia

## Support et texte

### Forme générale
La stèle est composée d'un cartouche inscrit, au sein d'un cadre mouluré à deux degrés au fond duquel se trouvent les 12 mots composant le texte. Elle est en calcaire, et mesure 49 cm de haut, 74 cm de large, et est épaisse de 13 cm. La forme globale de l'objet reprend le type générique de la tabula ansata très commune à l'époque romaine. Le texte est réparti en 6 lignes. Le texte est d'une facture élégante, le document d'une présentation soignée : bien que faisant montre d'une certaine irrégularité, les apices aux extrémités des lettres témoignent d'un soin apporté à l'inscription. Les lignes sont de hauteur variable : 45 mm pour la ligne 1, 35 mm à la ligne 2. L'espace venant à manquer aux extrémités du champ, le lapicide a probablement cherché à réduire ses lettres, qui ne font parfois plus que 15 mm en bout de ligne. Le graveur a par ailleurs usé de ligatures, la place lui manquant au bout des premières lignes. Les espaces périphériques de part et d'autre des lignes de texte sont égaux, et deux grandes feuilles de lierre décoratives, des hedera, se trouvent gravées sur les côtés des lignes 5-6.

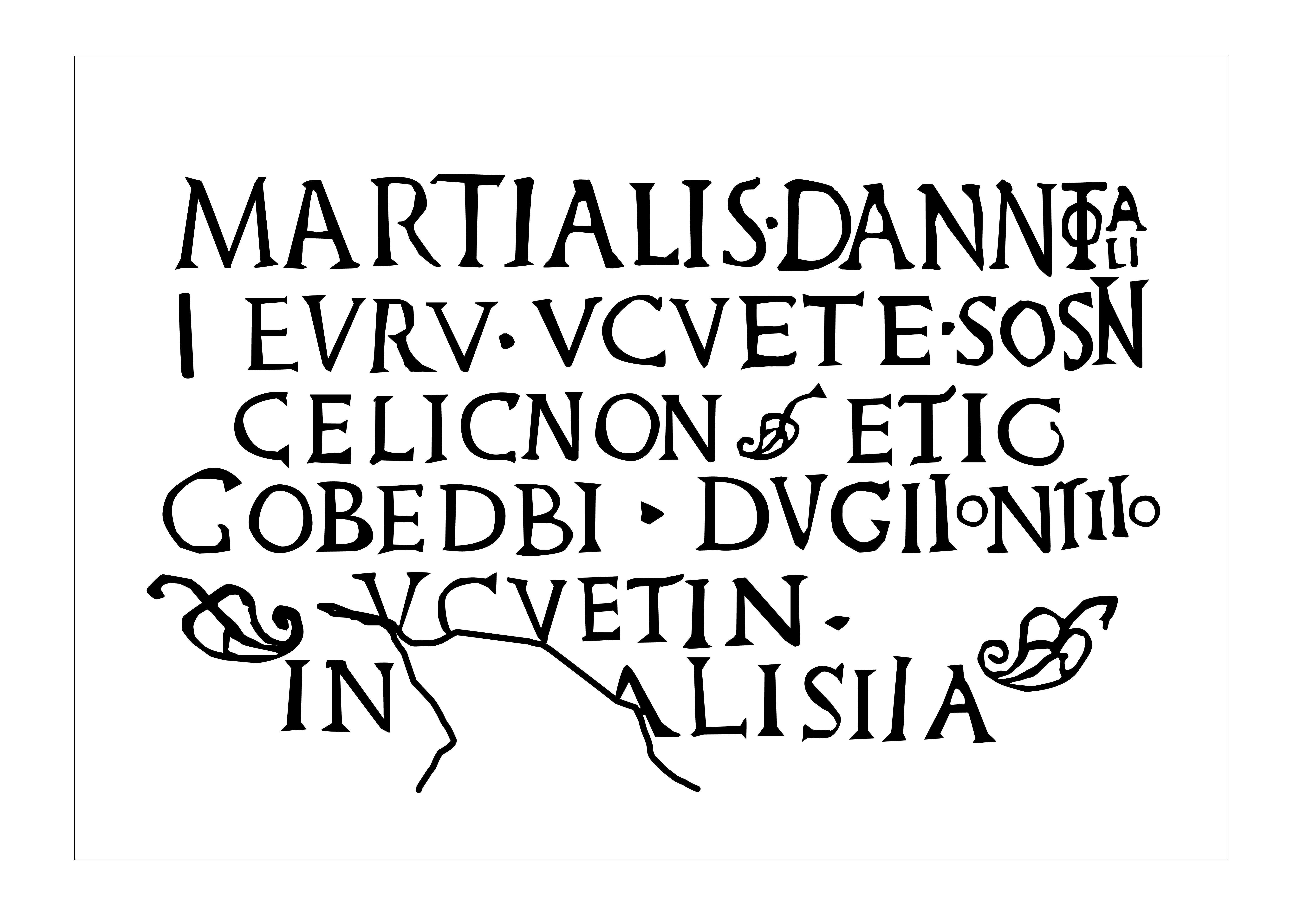
Texte de l'inscription de la Pierre de Martialis découverte à Alésia. Datée du –, elle mentionne l'offrande faite par un certain Martialis, fils de Dannotalos, à la divinité Ucuétis et aux forgerons de la ville d'Alésia.

Chaque fin de ligne correspond à une fin de mot. Le style des lettres est décrit comme « monumental », dépourvu de formes cursives et de « vulgarismes » selon Michel Lejeune. La ligne 6 est marquée par une forte lacune entre les mots IN et ALISIIA. Faisant l'inventaire des propositions de restitutions faites par le passé, Michel Lejeune conclut cependant que l'espace entre les deux mots était vraisemblablement vide, le lapicide ayant cherché à occuper le maximum d'espace entre les deux mots, et n'ayant probablement pas introduit de nouvelle hedera décorative entre les deux. Selon Michel Lejeune, « le lapicide a senti qu'il lui fallait décaler sensiblement ALISIIA vers la droite, s'il voulait préserver cette symétrie latérale à quoi il est attaché ; rien ne prouve que le blanc résultant entre les deux mots l'ait choqué et qu'il l'ait ensuite voulu, de quelque façon, meubler ».
L'inscription est cataloguée sous le numéro 7 dans la section des inscriptions celtiques, recueillies par le Dictionnaire archéologique de la Gaule ; elle est décrite ainsi : « Cartouche avec moulures et queues d'aronde, trouvé sur le plateau d'Alise, porté d'abord au musée de Dijon et rapporté finalement à son lieu d'origine dans le petit musée qui y a été construit sur des fonds donnés par Napoléon III. ». Elle a eu deux numéros d'inventaire successifs, toujours peints sur le calcaire : 40 (donné à Dijon) et 82 (donné à Alise).

### Texte
Le texte de la pierre de Martialis est transcrit et lu ainsi :
MARTIALIS.DANNOTALI
IEURU.UCUETE.SOSIN
CELICNON [hedera] ETIC
GOBEDBI.DUGIIONTIIO
[hedera] UCUETIN [hedera]
[hedera] IN ALISIIA [hedera]

## Traduction
Les éléments les plus simples à identifier furent — dès la découverte — les noms propres, dont les propriétés flexionnelles sont les mêmes en latin et en gaulois, notamment celui du dédicant : « Martialis, fils de Dannotalos » (Dannotali étant donc un génitif, signifiant que Martialis est « issu de Dannotalos »), qui ne posent aucun problème d'interprétation. Martialis est le seul mot latin du texte, empruntant au répertoire des cognomina romains. L'autre terme ne posant pas de problème de traduction est le locatif final in Alisiia, lui aussi en gaulois et qui selon Michel Lejeune traduit un celticisme rémanent pour le nom du lieu et non un latinisme.
Les autres termes du texte relèvent d'un parler local, celtique, dont le lexique est débattu mais dont plusieurs éléments font consensus :
- « IEURU », forme verbale, sans « t » final, donc à la première personne. Le terme était déjà connu au XIXe siècle, notamment sur une inscription gauloise découverte à Nevers et à Auxey, puis en 1840 à Vaison, sous la forme gallo-grecque « ειωρου » + datif + accusatif en « -ov » précédé de « σοσιν », forme que l'on retrouve dans le formulaire de la pierre de Martialis, après UCUETE. Cette forme verbale correspond sans aucun doute au latin « donavit » (a offert / a donné). Dans les inscriptions bilingues, le gaulois emploie la première personne ("je donne") alors que le latin emploie plus souvent la troisième personne ("il a donné"). Il s'agit donc du verbe dont Martialis est le sujet : il a offert quelque chose[1].
- « UCUETE » : datif de Ucuetis ([je] donne à Ucuétis) dans « ucuete », répété à l'accusatif plus loin dans l'inscription sous la forme « ucuetin »[2]. Le nom du dieu Ucuetis apparaît sur cette inscription en 1839 pour la première fois. D'autres mentions de ce théonyme apparaissent plus tard : lors des fouilles du quartier monumental d'Alise, en 1908, dans un édifice à portique appelé « Monument d'Ucuétis », on a découvert un vase de bronze sans anse, haut de 46 cm, avec 86 cm de circonférence à la panse, datable du Haut-Empire, portant sur le col l'inscription latine suivante : « DEO. UCUETE ET. BERGUSIAE REMU. PRIMI. FI DONAVIT VSLM ». Ce qui signifie : « Au dieu Ucuetis et à Bergusia, Rémus fils de Primus, a fait ce don, s'acquittant de son vœu avec joie et à juste titre »[3], les quatre dernières lettres étant l'abréviation d'une formule courante en épigraphie latine : « VSLM » signifiant « v(otum) s(olvit) l(ibens) m(erito) »[4]. Cette mention de l'offrande à Ucuétis d'un bâtiment permet de connecter sans trop de doutes cette stèle avec l'édifice à portique découvert par les fouilles de V. Pernet au début du XXe siècle et réétudié ensuite par P. Varène. Ucuétis est une des divinités protectrices des métallurgistes, avec sa parèdre Bergusia[5]. Les découvertes archéologiques en Gaule d'ateliers pratiquant la métallurgie du bronze, et notamment la fabrication de harnachement en bronze argenté, semblent confirmer le témoignage de Pline l'Ancien qui écrit en 77 ap. J.-C. son livre Histoire Naturelle, XXXIV, 48 (17), 162-163 que l'invention du placage de plomb sur le bronze revient aux Gaulois et il ajoute : « Dans la ville forte d’Alésia, on s'est mis plus tard à appliquer également de l'argent à chaud par un procédé analogue, surtout pour les harnais des chevaux, des bêtes de somme et des attelages, pour le reste ce fut une gloire des Bituriges »[6],[7],[8],[9].
- « SOSIN » est un thème démonstratif, il pointe ce qui a été offert (ici, un édifice, le CELICNON)[1].
- « CELICNON » est le terme de l'offrande, à l'accusatif : la chose offerte. Ici le terme est apparenté au terme gotique « kelikn » (la racine *kel- « être saillant » impliquant selon Michel Lejeune un emprunt récent du germanique au celtique) qui peut se traduire selon Michel Lejeune en « πύργον », un bâtiment de fonction indéterminée plutôt qu'une tour dans le contexte, ou « άνάγαιον », une « salle située en étage ». Le terme doit donc désigner un édifice, sans qu'on puisse préciser sa forme ou sa fonction[1].
- « ETIC » est le parallèle du latin « ATQUE », signifiant « ainsi que», il désigne un groupe de gens qui participent soit à l'offrande, soit à la vénération de la divinité à qui est offert l'édifice : ici les godedbi, les forgerons[1].
- « DUGIIONTIIO » est un verbe à la 3e personne du pluriel, en *-ont(i) suivi d'une particule relative *-yo. L'objet de ce verbe est ucuetin. Le sujet, et en même temps l'antécédent de la relative, est le substantif GOBEDBI, datif pluriel coordonné par ETIC au datif singulier UCUETE. On peut donc dire que ce qui est offert est offert à Ucuétis « et aux [gobedbi] qui [dugiiont] Ucuétis ». Michel Lejeune démontre que le sens de dugiiontiio est probablement à trouver dans le champ sémantique des attitudes religieuses, puisque l'objet de ce verbe est le nom d'une divinité. Par conséquent, il désignerait l'action d'adorateurs ou de vénérateurs[1]. Il ajoute cependant que l'inscription de Martialis dénote d'une certaine logique de composition versifiée, et que les figures littéraires peuvent s'y glisser. Ainsi, selon lui, de même que "Ηφαιστος en grec, dès Homère, et Volcanus en latin, chez Plaute, peuvent parfois désigner non « le dieu du feu » mais « le feu » lui-même, de même Ucuétis, nom du dieu du métal pourrait désigner le métal lui-même. On aurait donc une formulation dans laquelle dugiioniito ne serait pas un verbe d'adoration mais lié à la fabrication : «... les forgerons qui façonnent Ucuétis en Alise ».
- « GOBEDBI » signifie forgerons[1], comparable au breton « gov », pluriel « goved », d'où provient le nom de famille Le Goff[10].
- « IN ALISIIA » est un locatif désignant le lieu dans lequel l'offrande a été faite : à Alise / Alésia[1].

On obtient donc la construction suivante :
L.1 : Martialis (fils) de Dannotalos
L.2 : (j')offre à Ucuetis ce
L.3 : bâtiment ainsi que
L.4 : aux forgerons qui honorent / façonnent Ucuétis
L.5 : à Alise / Alésia
Pierre-Yves Lambert traduit cette inscription de la façon suivante : « Martialis, fils de Dannotalos, j'offre à Ucuetis ce bâtiment, et cela, avec les forgerons qui honorent Ucuétis à Alésia ».

## Datation
Il y a sur le cartouche le nom d'un Gaulois porteur d'un nom romain, Martialis, fils d'un personnage porteur d'un nom gaulois appelé Dannotalos, qui peut se traduire par « visage de juge ».
L'épigraphie, mélangeant des caractères latins et des noms gaulois impose d'interpréter l'inscription comme relevant de l'époque gallo-romaine. La première traduction publiée de l'inscription est d'ailleurs erronée, faisant de la stèle un vestige contemporain du siège, dont le texte serait « Ô guerrier, sois insensible à un tel désastre, défends-toi contre César vainqueur. Relève ton courage, ne te rends pas. Et maintenant, Ô chef suprême, réjouis-toi de la bonne nouvelle. Contre César victorieux, défends-toi, ici, dans Alésia ». Jacques Harmand, dans sa thèse l'indique comme « sans doute du IIe siècle de notre ère ». Joël Le Gall date l'inscription sur la pierre de la fin du Ier siècle. Joël Le Gall se base sur le texte de l'inscription qui met en valeur l'activité métallurgique d'Alésia, mentionnée par Pline le Jeune, et liée au culte d'Ucuétis. Le monument d'Ucuétis voisin, d'où provient sans aucun doute l'inscription, a connu selon les fouilleurs R. Martin et P. Varène 3 phases : un « état I », du milieu du Ier siècle avant au milieu du Ier siècle après ; un « état II », couvrant la seconde moitié du Ier siècle ap. J.-C. et la plus grande partie du IIe siècle ; un « état III » ensuite, à partir du IIIe s., marqué par le réemploi et la transformation de plusieurs espaces du portique, squattés et réaménagés de manière opportuniste. Il faut ainsi vraisemblablement dater l'inscription de l'état I ou II du monument, et son déplacement de l'état III ou d'une époque ultérieure.